# Báo và phát thanh, truyền hình Điện Biên
Báo và phát thanh, truyền hình Điện Biên (Tiếng Anh: Dien Bien Newspaper and radio, television) là một cơ quan báo chí - truyền thông trực thuộc Ủy ban nhân dân tỉnh Điện Biên. Báo có nhiệm vụ tuyên truyền đường lối, chủ trương của Đảng, chính sách pháp luật của nhà nước ở phạm vi trong và ngoài nước.

## Lịch sử
Ngày 18 tháng 4 năm 1977, Ủy ban nhân dân tỉnh Lai Châu (cũ) quyết định thành lập Đài Phát thanh Lai Châu theo Quyết định số 70/QĐ trên cơ sở tiếp nhận một phần nhân lực và thiết bị từ Đài Phát thanh Khu tự trị Tây Bắc. Vào lúc 10 giờ 30 phút ngày 23 tháng 9 năm 1977, chương trình phát thanh đầu tiên được phát sóng. Ngày 8 tháng 10 năm 1986, Đài Truyền hình được thành lập với công suất máy 50 W. Đồng thời, Đài Phát thanh Lai Châu đổi tên thành Đài Phát thanh – Truyền hình Lai Châu với thời lượng phát sóng từ 20:30 - 21:27 hàng ngày. Tối cùng ngày, chương trình truyền hình đầu tiên của Đài được phát sóng vào lúc 19 giờ, với thời lượng từ 19:00 đến 20:00 hàng ngày.
Tháng 9 năm 1989, Đài đã mua sắm được máy phát hình màu đầu tiên trong khu vực Trung du và Miền núi phía Bắc và phát thử nghiệm. Tháng 11 cùng năm, Đài chính thức phát sóng chuyển từ truyền hình đen trắng sang thu phát truyền hình màu. Đó cũng là Đài Truyền hình đầu tiên trong khu vực chuyển từ Truyền hình đen trắng sang Truyền hình màu. Năm 1993, Đài chuyển trụ sở làm việc tại Thành phố Điện Biên Phủ. Một năm sau, Đài xây dựng mô hình Đài Truyền thanh – truyền hình cấp huyện và Đài Truyền thanh cơ sở. Vào năm 1997, Đài thực hiện tiếp phát lại chương trình của Đài Truyền hình Việt Nam. Hai năm sau, vào năm 1996, Trung tâm Kỹ thuật Truyền dẫn phát sóng được thành lập.
Năm 2000, Trung tâm Phát sóng Tông Khao được khởi công xây dựng. Một năm sau, Đài bắt đầu sản xuất các chương trình truyền hình tiếng H'Mông. Đài chính thức đổi tên thành Đài Phát thanh – Truyền hình Điện Biên kể từ ngày mùng 1 tháng 1 năm 2004, sau khi tách hai tỉnh. Kênh truyền hình được phát sóng với thời lượng một tiếng rưỡi một ngày. Ngày 7 tháng 4 cùng năm, Đài tự mua xe truyền hình lưu động chuẩn SD, về sau là độ nét cao HD. Các chương trình truyền hình tiếng Thái bắt đầu được sản xuất từ năm 2005. Một năm sau, vào năm 2006, Đài hợp tác với Tổng Công ty Truyền thông Đa phương tiện VTC thành lập Trung tâm Truyền hình cáp Điện Biên. Năm 2009, chương trình phát thanh trực tiếp bằng tiếng Việt được xây dựng và lên sóng vào 17 giờ hàng ngày. Từ năm 2010, các chương trình phát thanh của Đài được sản xuất bằng kỹ thuật số. Sau đó, từ năm 2011, các chương trình truyền hình của đài cũng được sản xuất bằng kỹ thuật số.
Từ tháng 1 năm 2011, Đài mở thêm chương trình hàng ngày, tăng lên 5 chương trình mỗi tuần và phát sóng với thời lượng ba tiếng một ngày. Trang thông tin điện tử của Đài được mở vào ngày 23 tháng 9 năm 2011. Tháng 9 năm 2012, Đài mở thêm chương trình ngày chủ nhật hàng tuần, tăng lên 7 chương trình hàng tuần và phát sóng với thời lượng tăng lên sáu giờ một ngày. Ngày 7 tháng 5 năm 2013, Đài đã tổ chức lễ tách kênh Truyền hình Điện Biên (viết tắt là ĐTV). Tháng 10 năm 2013, Đài đã thực hiện tăng thời lượng phát sóng truyền hình lên 13 giờ một ngày. Sau một năm, thời lượng phát sóng truyền hình được tăng lên thành 18 giờ một ngày. Ngày 7 tháng 12 năm 2015, đề án phát sóng quảng bá kênh truyền hình ĐTV trên vệ tinh Vinasat-1 đã được UBND tỉnh phê duyệt. Chiều ngày 7 tháng 5 năm 2016, kênh truyền hình ĐTV chính thức được phát sóng lên vệ tinh Vinasat-1..
Ngày 23 tháng 9 năm 2017, Đài được Chủ tịch nước Việt Nam trao tặng Huân chương Lao động hạng Nhất. Tháng 5 năm 2019, Đài ra mắt kênh YouTube lấy tên Đài Truyền hình Điện Biên. Kênh truyền hình ĐTV bắt đầu được phát sóng chuẩn HD từ cuối năm 2019. Tháng 6 năm 2020, Đài phối hợp với Đài Tiếng nói Việt Nam, triển khai lắp đặt máy phát sóng Phát thanh Quốc gia đặt tại Trung tâm Truyền dẫn phát sóng đài tỉnh, với công suất 10KW. Đến tháng 11 năm 2020, Đài đầu tư thêm máy phát hình 2.4 KW phát sóng DVB-T2. Cuối năm 2020, Đài dừng phát sóng truyền hình tương tự. Tháng 7 năm 2022, Đài lập ra kênh TikTok với tên gọi Đài Truyền hình Điện Biên. Ngày 18 Tháng 7 2023, kênh ĐTV của Đài chính thức ngừng phát sóng trên VTC Digital và các hạ tầng liên quan sử dụng tín hiệu này chính thức loại bỏ biểu trưng HD.
Từ ngày 15 tháng 6 năm 2025, hợp nhất Đài Phát thanh - Truyền hình Điện Biên và Báo Điện Biên Phủ (cũ) thành Báo Điện Biên Phủ (mới).

## Cơ cấu tổ chức
Giám đốc và đồng thời là Tổng biên tập của Đài Phát thanh – Truyền hình Điện Biên là ông Lường Văn Xuyên. Phó Giám đốc của Đài là ông Nhâm Văn Hòa và ông Vũ Văn Thượng.

### Các phòng chuyên môn
Ban đầu, Đài Phát thanh – Truyền hình Điện Biên có 3 phòng chuyên môn: Phòng Biên tập, Phòng Kỹ thuật và phòng Tổ chức – Hành chính. Hiện nay, đài có 6 phòng chuyên môn, bao gồm:
- Phòng Biên tập: Trưởng phòng là bà Đinh Thị Hiền.[14]
- Phòng Thời sự: Được tách ra từ phòng Biên tập (cũ). Trưởng phòng là ông Phạm Quốc Hưng.[14]
- Phòng Chuyên đề, Văn nghệ và Giải trí: Được tách ra từ phòng Biên tập (cũ). Trưởng phòng là bà Hoàng Thị Bích Liên.[14]
- Phòng Phát thanh, truyền hình Dân tộc: Được tách ra từ phòng Biên tập (cũ). Trưởng phòng là ông Lò Văn Dương.[14]
- Phòng Tổ chức và Hành chính: Trưởng phòng là ông Vũ Xuân Thượng.[14]
- Phòng Kỹ thuật và Công nghệ: Trước có tên là phòng Kỹ thuật. Trưởng phòng là ông Nguyễn Đình Điện.[14]

## Thông tin kỹ thuật
Đài Phát thanh – Truyền hình Điện Biên có hạ tầng kỹ thuật hiện đại, số lượng trang thiết bị kỹ thuật lớn với hai địa điểm là Trung tâm kỹ thuật sản xuất chương trình (đồng thời phát sóng tự động các chương trình phát thanh, truyền hình) tại khu văn phòng của đài và Trung tâm kỹ thuật truyền dẫn phát sóng với hệ thống tháp ăng-ten tự đứng cao 125 m. Ngoài ra còn có Trung tâm phát sóng Tông Khao (Thanh Nưa) sử dụng cột ăng-ten cao 90 m.

## Hoạt động

### Phát sóng

#### Phát thanh
Tháp phát sóng có hệ thống phát thanh 3 kênh song song là VOV1, VOV2, VOV3, và Phát thanh Điện Biên với thời gian phát sóng là 19 giờ hằng ngày. Trung tâm phát sóng Tông Khao có hệ thống máy phát AM công suất 10 kW và máy phát FM công suất 2 kW. Ngoài ra tháp phát sóng 5 kênh phát thanh song song như VOV1, VOV2, VOV3, VOV4 (với thời gian phát sóng 24 giờ hằng ngày) và FM 98 MHz (với thời gian phát sóng 18 giờ hằng ngày).

#### Truyền hình
Khu văn phòng của đài có hệ thống phát hình công suất 500 W đến 2 kW, tiếp sóng 4 kênh VTV1, VTV2, VTV3 (với thời lượng phát 24 giờ hằng ngày) và ĐTV (với thời lượng phát từ 6 giờ đến 24 giờ hằng ngày). Tháp phát sóng có hệ thống phát 6 kênh truyền hình song song là VTV1, VTV2, VTV3, HTV7 (sau này là VTV6), HTV9 (sau này là VTV5), Truyền hình Hà Nội 1 (với thời gian phát sóng 24 giờ, 23 giờ và 23,5 giờ hằng ngày) và ĐTV (với thời gian phát sóng 18 giờ hằng ngày)

### Sản xuất

#### Phát thanh Điện Biên
Các chương trình phát thanh do đài sản xuất được phát sóng 16 giờ hằng ngày, từ 5 giờ đến 24 giờ trên sóng FM tần số 98 MHz trong cả tuần bằng 3 ngôn ngữ: Tiếng Việt, tiếng H'Mông và tiếng Thái. Chương trình hàng ngày hiện có hai chương trình thời sự tiếng Việt, hai chương trình tiếng dân tộc, một chương trình chuyên đề, ba chương trình ca nhạc – giải trí; các ngày thứ bảy và chủ nhật còn có các chương trình văn nghệ, câu truyền truyền thanh và chương trình tương tác trực tiếp.

#### Truyền hình Điện Biên
Các chương trình truyền hình do đài sản xuất chính thức phát sóng độc lập và gộp thành kênh Truyền hình Điện Biên (viết tắt là ĐTV) từ ngày 7 tháng 5 năm 2013. Kênh ĐTV phát sóng 18 giờ hằng ngày, từ 6 giờ đến 24 giờ trên hệ băng tần 11 VHF trong cả tuần bằng 3 ngôn ngữ: Tiếng Việt, tiếng H'Mông và tiếng Thái. Ngoài các hệ thống truyền dẫn của Đài, kênh ĐTV còn được phát sóng trên các hạ tầng dịch vụ truyền dẫn khác như truyền hình cáp, vệ tinh Vinasat-1 và các dịch vụ IPTV (MyTV của VNPT; ViettelTV của Viettel; Truyền hình FPT và FPT Play HD của FPT; MyTV net của VNPT).

#### Trang thông tin điện tử
Trang thông tin điện tử chính thức của đài nằm tại website http://dienbientv.vn, có chức năng cung cấp thông tin, tin tức bằng chữ trong mọi lĩnh vực của tỉnh, trong và ngoài nước; cung cấp lịch phát sóng truyền hình ĐTV – phát thanh Điện Biên; phát sóng trực tiếp các chương trình phát thanh và truyền hình, đồng thời cho phép xem lại một số chương trình phát thanh – truyền hình.
Hệ thống đài cơ sở: Đài Truyền thanh – Truyền hình thành phố Điện Biên Phủ, thị xã Mường Lay và các huyện: Điện Biên, Điện Biên Đông, Mường Ẳng, Mường Chà, Mường Nhé, Nậm Pồ, Tủa Chùa, Tuần Giáo.

## Giải thưởng
- Giải Cánh diều bạc 2020, hạng mục Phim ngắn, với tác phẩm Cơm rác do Lò Minh Tuấn đạo diễn.[17]
- Giải Vàng của Liên hoan truyền hình toàn quốc lần thứ 41, hạng mục Truyền hình tiếng dân tộc thiểu số, với tác phẩm Vẫn nóng chuyện tảo hôn ở đồng bào Mông.[18][19]

## Nhạc hiệu và lời xướng
Đầu buổi phát sóng mỗi ngày trên kênh phát thanh tổng hợp của đài đều có phát một đoạn nhạc không lời gọi là nhạc hiệu của đài cùng một câu giới thiệu tên gọi và vị trí của Đài được gọi là lời xướng do các phát thanh viên gồm một nam và một nữ lần lượt đọc. Nhạc hiệu của đài là bài "Chiến thắng Điện Biên" của nhạc sĩ Đỗ Nhuận, được dùng từ khi thành lập đài cho đến nay.
| “ | Đây là Đài Phát thanh – Truyền hình Điện Biên. | ” |

Buổi phát sóng Thời sự Điện Biên nhạc hiệu và lời xướng sẽ khác đi một chút vẫn là do phát thanh viên gồm một nữ đọc:
| “ | Kính mời quý vị và các bạn nghe chương trình thời sự của Đài Phát thanh – Truyền hình Điện Biên. | ” |

## Biểu trưng

Biểu trưng sử dụng từ 2013 đến 2019.
Biểu trưng sử dụng từ 2019 đến nay.